# True Colors (Zedd-Lied)
True Colors (englisch „Wahre Farben“ [wörtlich], „sein wahres Gesicht zeigen“ [sinngemäß]) ist ein Lied des deutsch-russischen DJs Zedd. Das Stück stammt aus seinem zweiten gleichnamigen Studioalbum True Colors aus dem Jahr 2015, erreichte aber erst 2016 in einer gemeinsamen Neuauflage mit der US-amerikanischen Sängerin Kesha an Bekanntheit.

## Entstehung und Artwork
Geschrieben wurde das Lied gemeinsam von Antonina Armato, Tim James und Anton Zaslavski (Zedd). Produziert wurde die Single durch Zedd und dem Produzenten-Team Rock Mafia (Antonina Armato, Tim James und Paul Palmer). Das Lied wurde ursprünglich unter dem Musiklabel Interscope Records veröffentlicht und durch Universal Music Publishing vertrieben. Die Single wurde unter den Musiklabels Interscope Records, Kemosabe Records und RCA Records veröffentlicht und durch Kobalt Songs Music Publishing und Zedd Music Empire vertrieben. Auf dem Cover der Maxi-Single ist – neben Künstlernamen und Liedtitel – das Logo von Zedd, von einem goldenen Rahmen verziert, zu sehen.

## Veröffentlichung und Promotion
Die Erstveröffentlichung von True Colors erfolgte als Albumtrack auf Zedds zweitem gleichnamigen Studioalbum True Colors am 11. Mai 2015. Auf dem Album befindet sich eine Version, die offiziell als Soloveröffentlichung Zedds ausgegeben wurde, aber nicht bei den Mitwirkenden preisgegebene Gesangsaufnahmen von Tim James beinhaltet. Auf einer japanischen Sonderveröffentlichung des Albums ist ein Remix des US-amerikanischen EDM-Duos Grey zu finden. Die Veröffentlichung der Single-/Coverversion mit Kesha erfolgte am 29. April 2016 als Einzeldownload. Bis heute ist die Coverversion auf keinem Album der beiden zu finden.
Um das Studioalbum zu bewerben postete Zedd Anfang März einige geheimnisvolle Teaser zu seinem Album bei Twitter, die sich später als Hinweise auf eine Eventreihe Zedds herausstellten, wobei er bei jedem Event die Premiere seiner neuen Stücke feierte. Am 18. Mai 2015 folgte als letztes die Premiere von True Colors im Empire State Building in New York City, New York. Jedem Lied (außer I Want You to Know) wurde bei der Veranstaltungsreihe eine Farbe zugeteilt. True Colors wurde die Themen-Farbe rot zugeordnet. Um auf die Premiere zu gelangen postete Zedd an dem veranstalteten Tag Hinweise auf verschiedene Orte in Chicago. An allen Orten waren Aufkleber mit dem typischen „Z-Logo“ von Zedd zu finden. Die ersten 50 Fans die ein Bild mit sich und dem Logo hochluden und an den Stationen ankamen wurden zur Vorpremiere eines Liedes von Zedd eingeladen. Alle Fans, die es zu den Events schafften, bekamen als Geschenk ein Paar Beats-Kopfhörer.
Um das Lied zu bewerben, folgte unter anderem ein gemeinsamer Liveauftritt von Kesha und Zedd beim Coachella Valley Music and Arts Festival am 16. April 2016. Des Weiteren war die Singleversion Bestandteil des Soundtracks zum Fußballsimulationsspiel FIFA 17.

## Hintergrund
Für Kesha handelt es sich hierbei um die erste musikalische Veröffentlichung nach drei Jahren. Aufgrund einer Bulimieerkrankung und des Rechtsstreites wegen angeblicher Belästigung gegen Dr. Luke zog sich Kesha aus der Öffentlichkeit zurück. Den Grundstein für eine Zusammenarbeit legte Zedd, der am 22. Februar 2016 folgenden Tweet absetzte: „@KeshaRose very very sorry to hear about your whole situation. … I’ll be happy to produce a song for you if you want my help.“ (englisch etwa „tut mir sehr, sehr leid, von deiner aktuellen Situation zu hören. … Ich wäre sehr erfreut ein Lied für dich produzieren zu dürfen, falls du meine Hilfe möchtest.“). Am 16. April 2016 feierte sie mit einem überraschenden Gastauftritt bei Zedds Konzert auf dem Coachella Valley Music and Arts Festival ihr Comeback. Am 26. April 2016 postete Zedd ein gemeinsames Bild der beiden aus einem Tonstudio. Drei Tage später erschien letztendlich die gemeinsame Single zu True Colors.

## Inhalt
Der Liedtext zu True Colors ist in englischer Sprache verfasst; ins Deutsche übersetzt bedeutet der Titel wörtlich „wahre Farben“, sinngemäß steht der Titel jedoch für „sein wahres Gesicht zeigen“. Die Musik und der Text wurden gemeinsam von Antonina Armato, Tim James und Anton Zaslavski (Zedd) verfasst. Darüber hinaus führt die Gema auch Kesha Sebert als Liedtexterin- und Komponistin der Coverversion. Musikalisch bewegt sich das Lied im Bereich der House- und Popmusik. Das Tempo beträgt 126 Beats per minute. Der Gesang des Liedes stammt von Tim James (Albumversion) oder Kesha (Singleveröffentlichung).
Inhaltlich ging es ursprünglich um den Moment, in dem ein Musiker oder Sänger der öffentlichen Musikindustrie beitritt. Mit der Adoption Keshas und dem Wissen um ihre Situation rund um ihren Rechtsstreit bekommt das Lied einen völlig anderen Charakter. Es könnte unter anderem die wieder erlangte Selbstständigkeit beschreiben. In der letzten Strophe singt sie „We’ve escaped our capture. Yet we have our masters“ (englisch etwa „Ich bin meiner Gefangenschaft entkommen, dennoch haben wir unsere Meister.“). Kesha selbst setzte folgenden Tweet zu dem Lied ab: „This is more than a song. It’s a declaration of my truth.“ (englisch etwa „Das ist mehr als ein Lied. Es ist eine Erklärung meiner Wahrheit.“).

## Mitwirkende
| Liedproduktion - Antonina Armato: Komponist, Liedtexter, Musikproduzent - Tim James: Gesang, Komponist, Liedtexter, Musikproduzent - Paul Palmer: Musikproduzent - Kesha Sebert (Kesha): Gesang, Komponist, Liedtexter - Anton Zaslavski (Zedd): DJ, Komponist, Liedtexter, Musikproduzent | Unternehmen - Interscope Records: Musiklabel - Kemosabe Records: Musiklabel - Kobalt Songs Music Publishing: Vertrieb - RCA Records: Musiklabel - Universal Music Publishing: Vertrieb - Zedd Music Empire: Vertrieb |

## Rezensionen
Brittany Spanos vom Rolling Stone beschrieb True Colors als eine „triumphale Rückkehr“ Keshas. Im Vergleich zur Albumversion beschreibt er den Stil der Coverversion als „grandioser“.
Nigel M. Smith vom Guardian schrieb: „Keshas hörbare Wut verleiht dem Lied das Feuer, das in der letzten Interaktion fehlte.“
Lars Brandle von Billboard beschrieb das Lied als „mächtig, stimmungsvolle Melodie und gefühlvoll. Kesha befindet sich in kämpferischer Stimmung.“

## Kommerzieller Erfolg

### Chartplatzierungen
True Colors erreichte im Vereinigten Königreich Position 78 der Singlecharts und konnte sich insgesamt eine Woche in den Charts halten. In den Vereinigten Staaten erreichte die Single in ebenfalls einer Chartwoche Position 74 der Billboard Hot 100.
Für Zedd als Interpreten ist True Colors bereits der sechste Charterfolg in den Vereinigten Staaten und der fünfte im Vereinigten Königreich. Als Autor ist dies bereits sein achter Charterfolg in den Vereinigten Staaten sowie sein siebter im Vereinigten Königreich. Als Musikproduzent ist True Colors Zedds achter Charterfolg in den Billboard Hot 100 und sein sechster in den britischen Singlecharts.
Für Kesha als Interpretin ist True Colors bereits der 19. Charterfolg in den Vereinigten Staaten und der 15. im Vereinigten Königreich.

### Verkaufszahlen
True Colors wurde in der ersten Verkaufswoche rund 52.000 Mal in den Vereinigten Staaten runtergeladen. Damit rangierte das Stück auf Position 14 der US-amerikanischen Digital Song Charts. Weitere Absatzzahlen sind nicht bekannt.